# Recopilación de información de identificación personal
La recopilación de información de identificación personal (PII) es la práctica de recopilar datos personales públicos y privados que se pueden utilizar para identificar a un individuo para aplicaciones legales e ilegales. Los propietarios de PII a menudo ven la recolección de PII como una amenaza y una violación de su privacidad. Mientras tanto, entidades como las empresas de tecnología de la información, los gobiernos y las organizaciones utilizan la PII para el análisis de datos de los comportamientos de compra de los consumidores, las preferencias políticas y los intereses personales.
Con el desarrollo de la nueva tecnología de la información, la PII es más fácil de acceder y compartir que antes. El uso de teléfonos inteligentes y redes sociales ha contribuido al uso generalizado de la recolección de PII. La PII se recopila en cualquier lugar y en cualquier momento. La difusión de datos personales hace que la información de identificación personal sea un tema social muy debatido.
La reciente recopilación ilegal de PII por parte de compañías de recolección de datos, como Cambridge Analytica con Facebook, de más de 87 millones de usuarios, ha causado una creciente preocupación por la violación de la privacidad y ha renovado la llamada a leyes de protección de datos más comprensivas. Las infracciones de seguridad importantes en Equifax, Target, Yahoo!, The Home Depot y la Oficina de Administración de Personal de Estados Unidos afectaron la información personal y financiera de millones de estadounidenses, con llamados a aumentar la seguridad de la tecnología de la información y la protección de los datos de PII por parte de empresas y agencias gubernamentales.

## Definición
No existe una definición precisa para la recopilación de PII. Según National Institute of Standards and Technology(NIST), la PII se define como:
(1) cualquier información que pueda usarse para distinguir o rastrear la identidad de un individuo, como nombre, número de seguro social, fecha y lugar de nacimiento, apellido de soltera de la madre o registros biométricos y (2) cualquier otra información vinculada o vinculable a un individuo, como información médica, educativa, financiera y laboral.
La recopilación de información de identificación personal es cualquier actividad que recopila, organiza, manipula, analiza, intercambia o comparte estos datos.

## Coleccionistas

### Gobiernos
Los gobiernos recaban públicamente PII para extender los beneficios sociales y legales, como la mejora de los servicios sociales y el cumplimiento de las obligaciones legales.
Dependiendo del arquetipo gubernamental de un país, como democrático o autoritario, la reunión de PII se lleva a cabo utilizando diferentes métodos. En cualquier caso, los países comparten objetivos similares con la recolección de PII, como lo demuestra los siguientes ejemplo en diferentes países.

#### Estados Unidos
En los Estados Unidos, la PII se recopila mediante la solicitud de asistencia, el registro de bienes, la declaración de impuestos, el registro de servicios selectivos, la solicitud de licencia de conducir, el empleo del gobierno, la licencia profesional y otra información voluntaria y obligatoria sumisión. La PII se almacena, se accede y se comparte entre diferentes niveles de gobierno, departamentos, agencias, entidades no gubernamentales y el público. Por ejemplo, un posible comprador de vivienda puede buscar si un agente de bienes raíces tiene licencia o no. El Gobierno también recopila información de identificación personal para la prevención del delito y la seguridad nacional. Muchos de los programas son muy controvertidos entre el público estadounidense. Por ejemplo, la Agencia de Seguridad Nacional(NSA) recopila y analiza la PII, incluidas las llamadas telefónicas, los correos electrónicos y las interacciones en las redes sociales, de un gran número de personas para descubrir posibles amenazas.

#### China
El gobierno Chino ha hecho big data parte de la estrategia de gobernanza. El objetivo es un gobierno más eficiente y transparente a través del uso de tecnología digital. El gobierno ha implementado una de las redes de vigilancia tecnológicamente más avanzadas del planeta llamada "Skynet (天网 监控 系统)". El sistema adopta inteligencia artificial, incluido el reconocimiento facial. Se instalaron 20 millones de cámaras para cubrir casi todos los espacios públicos del país. La protección de la PII en China trata de la recolección por parte de empresas y organizaciones privadas. No ha habido discusión ni propuestas sobre limitar la participación del gobierno en la recolección, recolección y análisis de PII.

#### Finlandia
Incluso en los sistemas democráticos occidentales, existen diferentes restricciones para la recolección de PII. Las naciones de la Unión Europea adoptan una regulación más estricta sobre la recolección de PII que los Estados Unidos. Del mismo modo, el procesamiento de datos personales en Finlandia ha sido protegido por regulaciones y leyes integrales. La Ley de Datos Personales de 1999 fue la principal regulación nacional de privacidad junto con la Directiva de Protección de Datos de la Unión Europea de 1995. Otras regulaciones de datos promulgadas en Finlandia incluyen la Ley de Protección de la Privacidad en la Comunicación Electrónica, la Ley de Protección de la Privacidad en la Vida Laboral y la Ley de Apertura de las Actividades Gubernamentales. La Ley de Datos Personales fue reemplazada por el Reglamento General de Protección de Datos (GDPR) de la Unión Europea, que entrará en vigencia en mayo de 2018. La aplicación de las normas de privacidad se ha vuelto más estricta en los últimos años después de una decisión del Tribunal Europeo de Derechos Humanos que determinó que un hospital finlandés no pudo salvaguardar los datos personales.

### Empresas
Con el rápido crecimiento y desarrollo de Internet y las tecnologías móviles, las empresas privadas pueden recopilar datos personales de manera más rápida y efectiva que antes. Las empresas recopilan información de identificación personal almacenando información de perfil cuando los usuarios registran una nueva cuenta, rastrean la ubicación del usuario, rastrean el almacenamiento local del usuario y utilizan cookies y otros identificadores anónimos.
Los corredores de datos, también conocidos como corredores de información, son los principales distribuidores de recopilación, transformación, empaquetado y venta de datos personales.
Recopilan información de identificación personal de estos recursos:
1) Documentos y registros gubernamentales, por ejemplo, información de registro, registros de delitos.
2) Fuentes disponibles públicamente: incluyendo redes sociales, blogs y sitios web de Internet. Por ejemplo, los usuarios de Facebook frecuentemente publican su información personal en línea y comparten sus enlaces preferidos. Como el sitio requiere que los usuarios se registren con sus identidades reales según sea necesario, ofrece la oportunidad para que el agente de datos almacene y analice la personalidad y la preferencia del individuo.
3) Empresas, negocios o servicios aprobados que están autorizados por los usuarios voluntariamente o en algún momento sin saberlo para acceder a sus perfiles personales. Del mismo modo, a los usuarios en línea a menudo se les pide que proporcionen PII para registrar una cuenta en un sitio web. Luego, el sitio web informará a los usuarios sobre la recopilación de datos y los beneficios de almacenar los datos, como la necesidad de ingresar la contraseña cada vez y más eficaz en los anuncios personales. Sin embargo, estas compañías aprobadas venderían PII recolectada y almacenada al agente de datos y principalmente sin el conocimiento o consentimiento de los usuarios. La violación de datos de Facebook y Cambridge Analytica es un ejemplo. Cambridge Analytica trazó los rasgos de personalidad de las actividades de los votantes potenciales en Facebook, como sus "me gusta" y ubicaciones, y utilizó esta información personal para predecir comportamientos de votación. Cambridge Analytica adquirió más de 87 millones de PII de usuarios. Solo alrededor de 270 000 dieron su consentimiento para sus datos para usos académicos, mientras que Cambridge Analytica recopila ilegalmente la PII de todos los demás usuarios.

### Piratas informáticos
Los piratas informáticos son individuos u organizaciones que recopilan datos de PII ilegalmente. Están impulsados principalmente por intereses financieros, pero a veces políticos, como el pirateo de Sony por piratas informáticos norcoreanos. Los piratas informáticos de Corea del Norte atacaron a Sony Pictures en represalia por el lanzamiento planeado de "The Interview", una película sobre el asesinato ficticio del líder norcoreano Kim Jong-Un. El incidente resultó en la publicación de números de la Seguridad Social, información salarial y registros médicos de los empleados de Sony. Los piratas informáticos utilizan spyware, virus, puertas traseras, ingeniería social u otros métodos para robar y recopilar datos de PII de personas, empresas, gobiernos y otras organizaciones. Por ejemplo, Equifax, una de las compañías de crédito más grandes del mundo, su seguridad fue comprometida por piratas informáticos y la PII de millones de estadounidenses fue robada.

## Leyes relacionadas
La reunión de PII a menudo se asocia con una violación de la privacidad y a menudo se oponen los defensores de la privacidad. Los países democráticos, como los Estados Unidos y los de la Unión Europea, tienen leyes de privacidad más desarrolladas contra la recolección de PII. Las leyes de la Unión Europea ofrecen una protección más completa y uniforme de los datos personales. En los Estados Unidos, las leyes federales de protección de datos son abordadas por sectores. Los países autoritarios a menudo carecen de información de protección personal para los ciudadanos. Por ejemplo, los ciudadanos chinos disfrutan de protección legislativa contra empresas privadas, pero no tienen protección contra la violación del gobierno.

### Unión Europea
- El Reglamento General de Protección de Datos(RGPD) - Reglamento (UE) 2016/679GDPR

El Reglamento General de Protección de Datos estará en efecto el 25 de mayo de 2018 y ofrece una protección integral de la privacidad consistente en todos los sectores e industrias. La regulación se aplica a todas las empresas y agencias gubernamentales en los países de la Unión Europea. También regula todas las empresas y organizaciones extranjeras que ofrecen servicios en Europa. La violación y el incumplimiento del GDPR pueden dar lugar a sanciones de hasta el 4 por ciento de los ingresos anuales mundiales de la empresa. El RGPD requiere que las empresas y las agencias gubernamentales obtengan el consentimiento para el procesamiento de datos, hagan anónimos los datos recopilados, proporcionen notificaciones rápidas para la violación de datos, el manejo seguro de la transferencia de datos a través de las fronteras y el nombramiento del oficial de protección de datos.

### Estados Unidos
- La Ley de la Comisión Federal de Comercio

La sección 5 de la Ley de la Comisión Federal de Comercio (Ley FTC) se utiliza para hacer que las empresas protejan los datos recopilados de PII. Una empresa en los Estados Unidos no está obligada a tener una política de privacidad, pero está obligada a cumplir si la empresa divulga una política de privacidad. La compañía tampoco puede cambiar retroactivamente su política de recopilación de datos sin ofrecer una oportunidad para que los usuarios opten por no participar. La FTC impuso una multa de $ 100 millones a LifeLock por no proteger los datos de PII del cliente, como números de seguro social, números de tarjetas de crédito y números de cuentas bancarias, y violó los términos de una orden judicial federal de 2010.
La FTC también utiliza el Principio de publicidad conductual para proporcionar pautas y sugerencias para los operadores de sitios web sobre prácticas de recopilación de datos, seguimiento de actividades y mecanismo de exclusión. Se solicita al operador de un sitio web que obtenga el consentimiento expreso antes de que se puedan recopilar y utilizar datos confidenciales de PII, como números de seguridad social, datos financieros, información de salud y datos de menores. Behavioral Advertising Príncipe también exige una seguridad razonable para proteger los datos personales recopilados y la duración limitada de la retención de datos, pero durante el tiempo que sea necesario para satisfacer una necesidad comercial o policial legítima. El principio también es autorregulador y tiene la intención de fomentar una mayor discusión y un mayor desarrollo por parte de todas las partes interesadas.
- La de Modernización de Servicios Financieros

- La Ley Seguro de Salud de Portabilidad y Responsabilidad

- La Ley de Informe Justo de Crédito

- El Control del Asalto de la pornografía no solicitada y Marketing Act

- Las comunicaciones electrónicas acto de privacidad

## Preocupaciones
La recopilación de información de identificación personal es generalmente visto por el público como una violación de la privacidad. Una de las principales preocupaciones es que la reunión de PII permite la clasificación de individuos y grupos, lo que conduce a la discriminación y la pérdida de la libertad individual y colectiva. Otros riesgos percibidos incluyen: “(1) el riesgo monetario es el riesgo asociado con una posible pérdida financiera, (2) el riesgo social es el riesgo asociado con las amenazas a la autoestima, la reputación y / o la percepción de los demás de un individuo, (3) el riesgo físico es el riesgo asociado con lesiones corporales, y (4) el riesgo psicológico es el riesgo asociado con posibles emociones negativas como ansiedad, angustia y / o conflictos con la propia imagen".
En una encuesta realizada por Gallup en 2018, indica que ahora hay más personas preocupadas por la invasión de la privacidad y la recopilación de datos después de la revelación de que los datos personales de los usuarios de Facebook se recopilaron y compartieron con Cambridge Analytica sin su consentimiento. La encuesta mostró que el 43 % de los usuarios de Facebook están "muy preocupados" en comparación con el 30 % en 2011, con respuestas similares de los usuarios de Google. También existe una creciente preocupación de que los datos personales se recopilen incluso si los usuarios no están conectados o no utilizan los servicios. Los datos se recopilan para dirigirse a los usuarios con servicios de publicidad personalizados. La preocupación por la recopilación y el uso no autorizados de datos ha dado como resultado que muchos usuarios dejen de usar Facebook o se trasladen a otras plataformas de redes sociales, con una creciente demanda de una amplia regulación de privacidad por parte del gobierno, incluida la posibilidad de que los usuarios completamente opten por no recibir la recopilación de datos.